# 竹田インターチェンジ
竹田インターチェンジ（たけたインターチェンジ）は、大分県竹田市にある中九州横断道路（大野竹田道路・竹田阿蘇道路）のインターチェンジである。

## 道路
- 中九州横断道路（国道57号）
  - 大野竹田道路
  - 竹田阿蘇道路

## 沿革
- 2015年（平成27年）3月24日：一般国道57号改築工事（中九州横断道路「大野竹田道路」大分県豊後大野市朝地町板井迫字蔵元地内から竹田市大字会々字平地内まで）及びこれに伴う市道付替工事について国土交通相より土地収用法に基づく事業認定が公示される[1]。
- 2018年（平成30年）12月4日 : IC名称が「竹田IC」で正式決定[2]。
- 2019年（平成31年）1月19日 : 朝地IC - 竹田IC間 開通に伴い供用開始[2]。

## 接続する道路
- 国道57号
- 国道442号
- 大分県道・熊本県道・宮崎県道8号竹田五ヶ瀬線
- 大分県道47号竹田直入線
- 大分県道57号竹田犬飼線

## 料金所
中九州横断道路は国道57号バイパスなので料金所はない。

## 隣
中九州横断道路（大野竹田道路）
朝地IC - 竹田IC
中九州横断道路（竹田阿蘇道路）
竹田IC - 竹田久住IC（事業中）